# Brignole (metropolitana di Genova)
La stazione di Brignole è una stazione della metropolitana di Genova. Adiacente all'omonima stazione ferroviaria (a cui è collegata tramite sottopassi), è edificata a cielo aperto.
Sorge nella zona di Sant'Agata e nei pressi del Borgo Incrociati, al confine tra il quartiere della Foce e l'inizio della Val Bisagno.
È attualmente stazione capolinea, sebbene si stia ormai concretizzando il progetto di estensione verso piazza Martinez, in programma già da parecchi anni.

## Storia
Fin dai primi progetti si era deciso di collocare il capolinea orientale della metropolitana in posizione tale da consentire l'interscambio con la stazione ferroviaria di Brignole. In origine la stazione era prevista sotto piazza Verdi, ma in seguito si scelse di realizzarla in superficie, a monte rispetto alla stazione ferroviaria, per evitare che la linea dovesse oltrepassare in sotterranea il torrente Bisagno, fonte di numerose criticità idrogeologiche. Dopo aver scavato il lungo tunnel tra le mura di Sant'Agata e le vecchie gallerie ferroviarie delle Grazie, la stazione venne costruita a partire dal 2009: per realizzarla venne abbattuta un'ala dell'ex palazzo delle Poste in piazza Raggi (in seguito soggetto a completa ristrutturazione per ospitare la nuova sede dell'Iren) e modificato il passo Borgo Incrociati (un tunnel sotterraneo pedonale preesistente, sede di piccoli negozi chiusi definitivamente nel 2009). Venne inaugurata il 22 dicembre 2012.

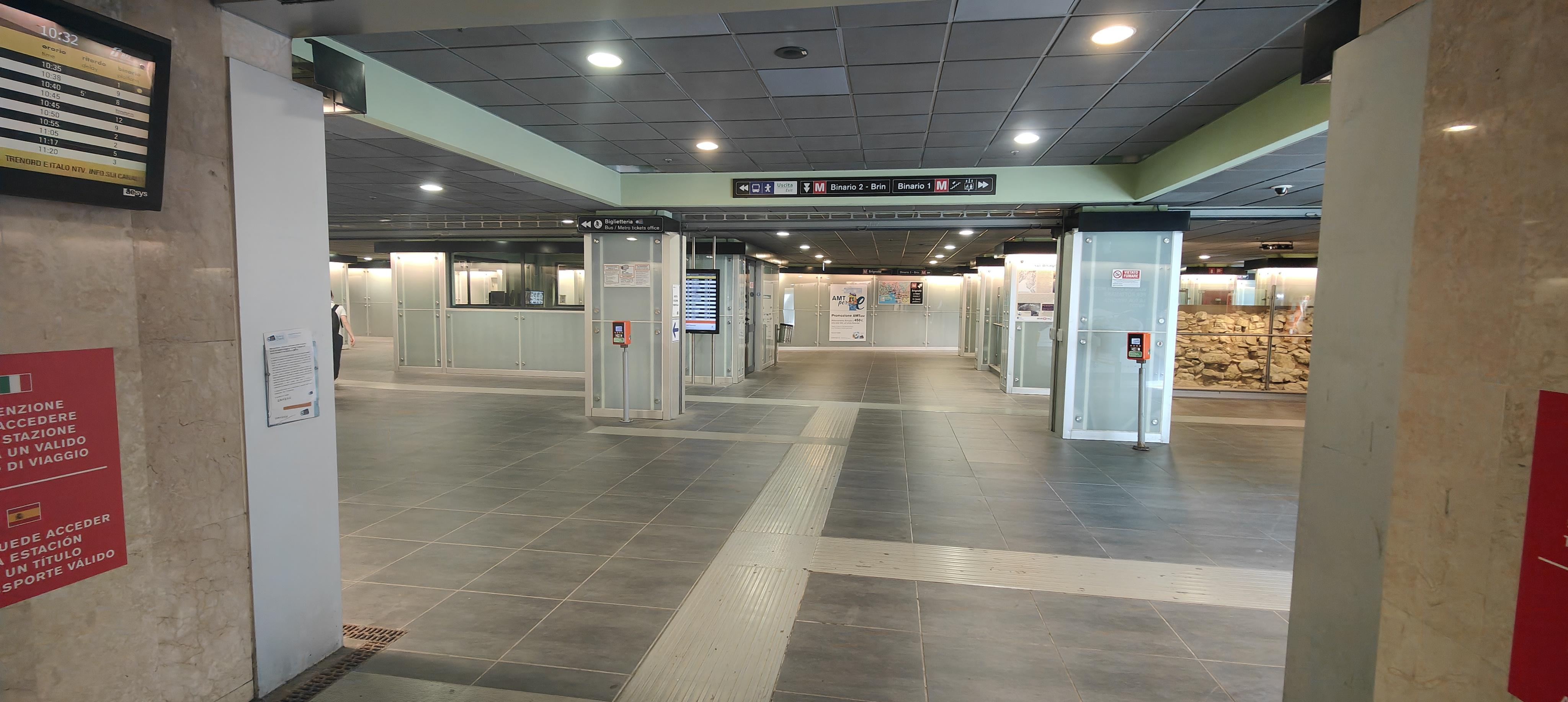
Ingresso stazione metro, a destra si nota il muro ricostruito risalente all'età del bronzo

All'interno della stazione sono conservati alcuni reperti archeologici venuti alla luce durante gli scavi per la realizzazione della stessa e della metropolitana. Si tratta di un muro dell'età del bronzo antico e della pavimentazione a risseu attribuita alla demolita chiesa di Santa Maria degli Incrociati.
Sulla banchina nord è presente una targa commemorativa in onore del marchese Stefano Cattaneo Adorno, urbanista genovese che fu un grande sostenitore della necessità di una metropolitana nel capoluogo ligure, realizzando diversi progetti a tale riguardo e morendo nel 1969 senza vederne realizzato nessuno.

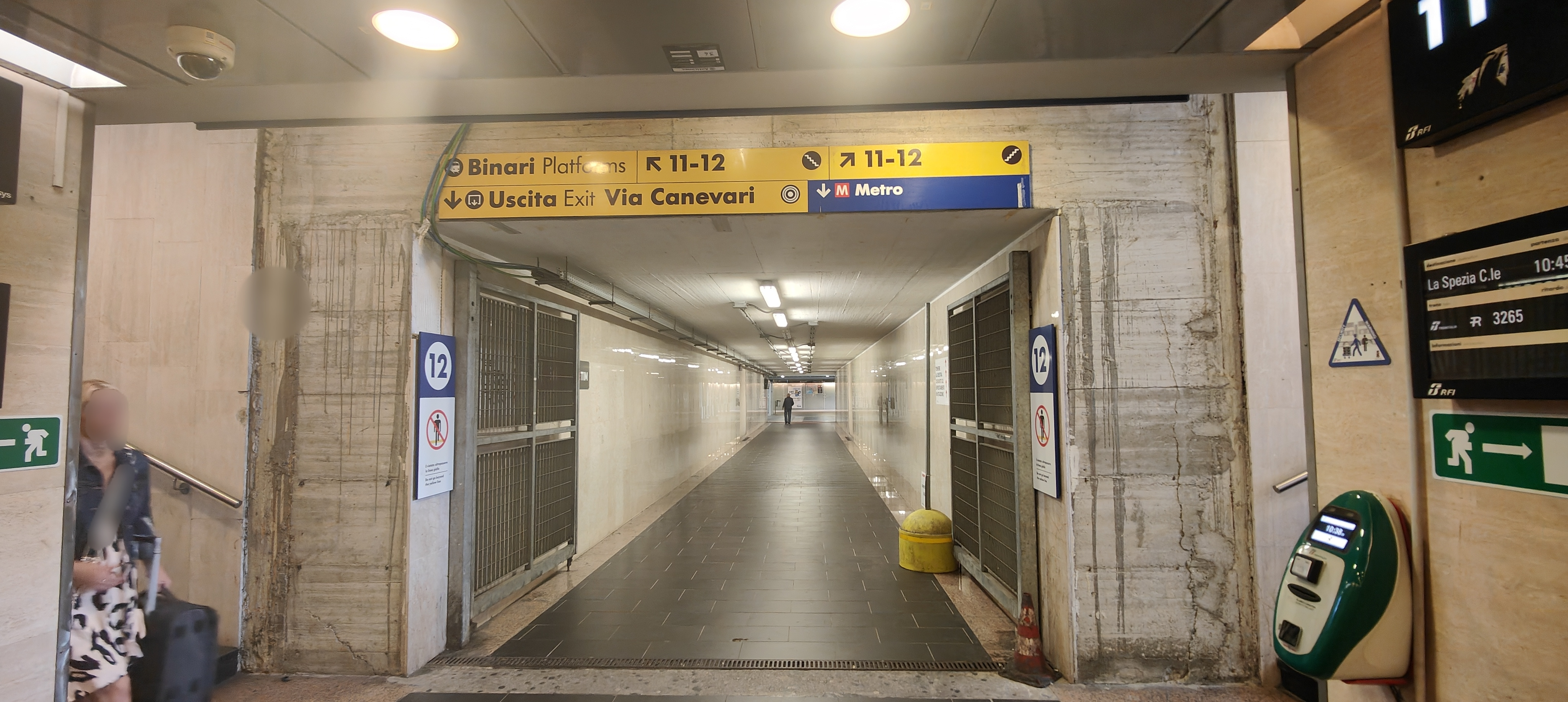
Sottopasso di collegamento fra la metropolitana, la stazione Brignole Trenitalia (binari 11 e 12) l' uscita su via Canevari e su Piazza Raggi

Per la sua vicinanza al letto del torrente Bisagno, la stazione è stata soggetta ad allagamenti durante gli episodi di maltempo particolarmente gravi, come l'alluvione del 2014; per tale motivo il Comune predispone la sua chiusura al pubblico nel caso in cui il torrente superi i livelli di guardia.
La stazione è stata interessata da lavori di riqualificazione e brandizzazione ad opera dello sponsor TIM, terminati nel gennaio 2021, a seguito dei quali ha assunto la denominazione di "Brignole-TIM". Attualmente la stazione ha ripreso la denominazione originaria.

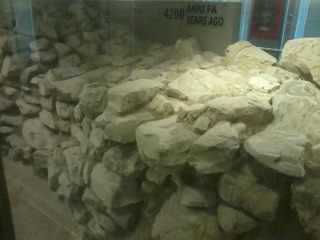
Muro dell'età del bronzo conservato all'interno della stazione
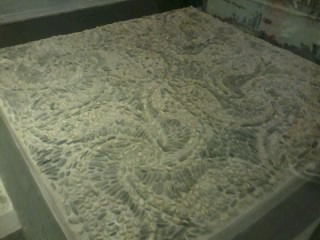
Risseu della demolita chiesa di Santa Maria degli Incrociati conservata all'interno della stazione

## Struttura e impianti
Costruita a cielo aperto all'uscita della galleria proveniente da De Ferrari, la tipologia della stazione è a due banchine laterali, collegate da sottopassi. I binari sono collocati allo stesso livello di quelli ferroviari, circa 7 metri sopra il piano stradale.

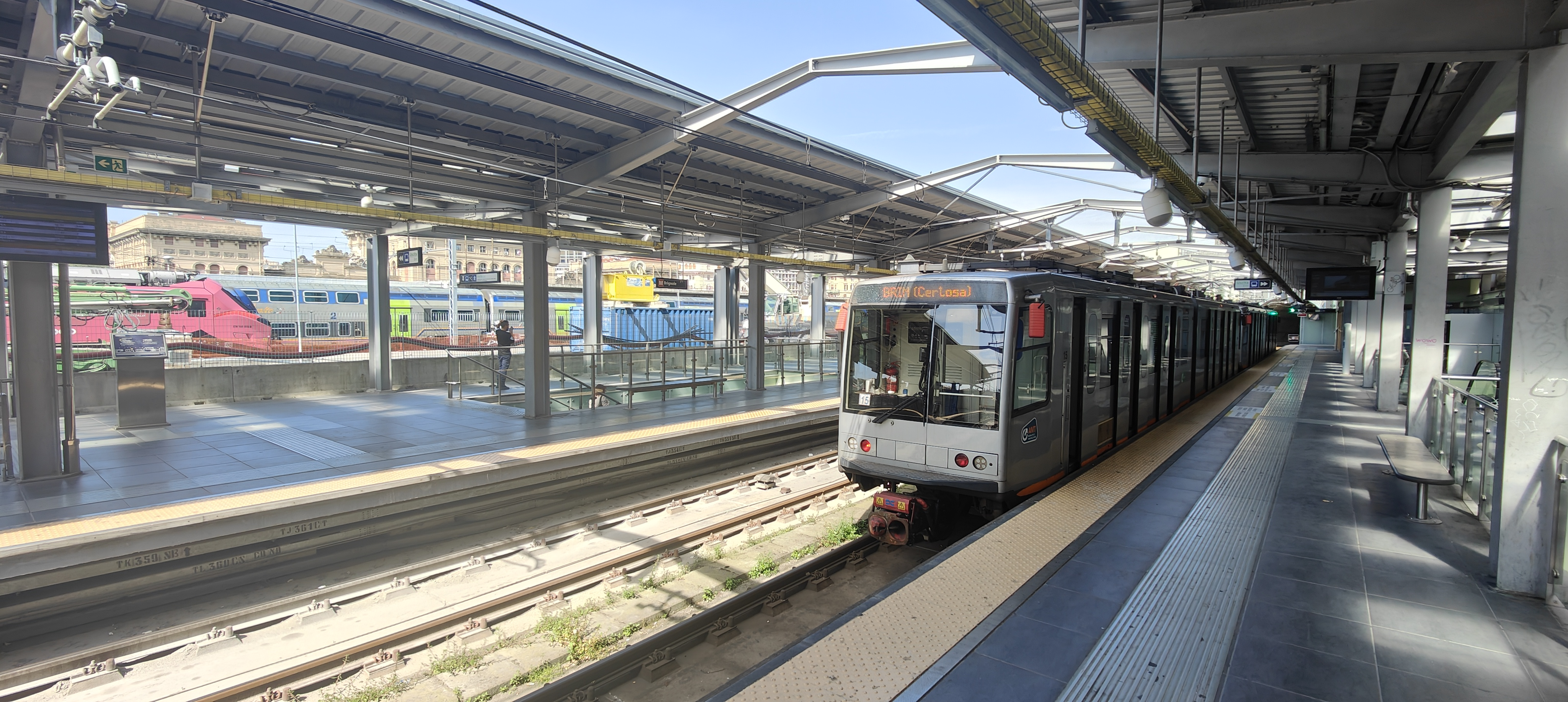
Piano del ferro della Metro Brignole. La catenaria è alimentata a 750 Volt c.c., sullo sfondo la stazione Trenitalia

Brignole è stata la prima stazione con un disegno totalmente diverso rispetto a quelli iniziali della metropolitana genovese: ideata da Ansaldo STS, ha una struttura simile ad una stazione ferroviaria, mentre parte degli arredi (come i pannelli di vetro acquamarina) è in comune con la fermata di De Ferrari. È la stazione metropolitana più grande delle otto esistenti, è dotata di quattro binari (due di scorrimento e due tronchi) e di sei accessi: quello principale è sito tra Piazza Raggi e via Borgo Incrociati, la strada interna che attraversa il quartiere omonimo; il secondo ed il terzo sono in via Canevari, uno vicino al sottopasso stradale e l'altro sulla sponda destra del Bisagno, dove è presente una rampa di collegamento (utilizzata durante I lavori di costruzione e poi pedonalizzata) dotata di ascensore; il quarto è un ascensore di collegamento con Corso Montegrappa; gli altri due sono un prolungamento dei sottopassi della stazione di Brignole.
Dal 2017 la stazione ospita al suo interno una biglietteria AMT e un ufficio informazioni.
La banchina sud è predisposta per un agile interscambio con la vicina Brignole FS: una volta terminato il sestuplicamento ferroviario Principe-Brignole, a pochi metri dalla stazione metropolitana sorgerà una nuova piattaforma su cui sosteranno i treni regionali urbani.

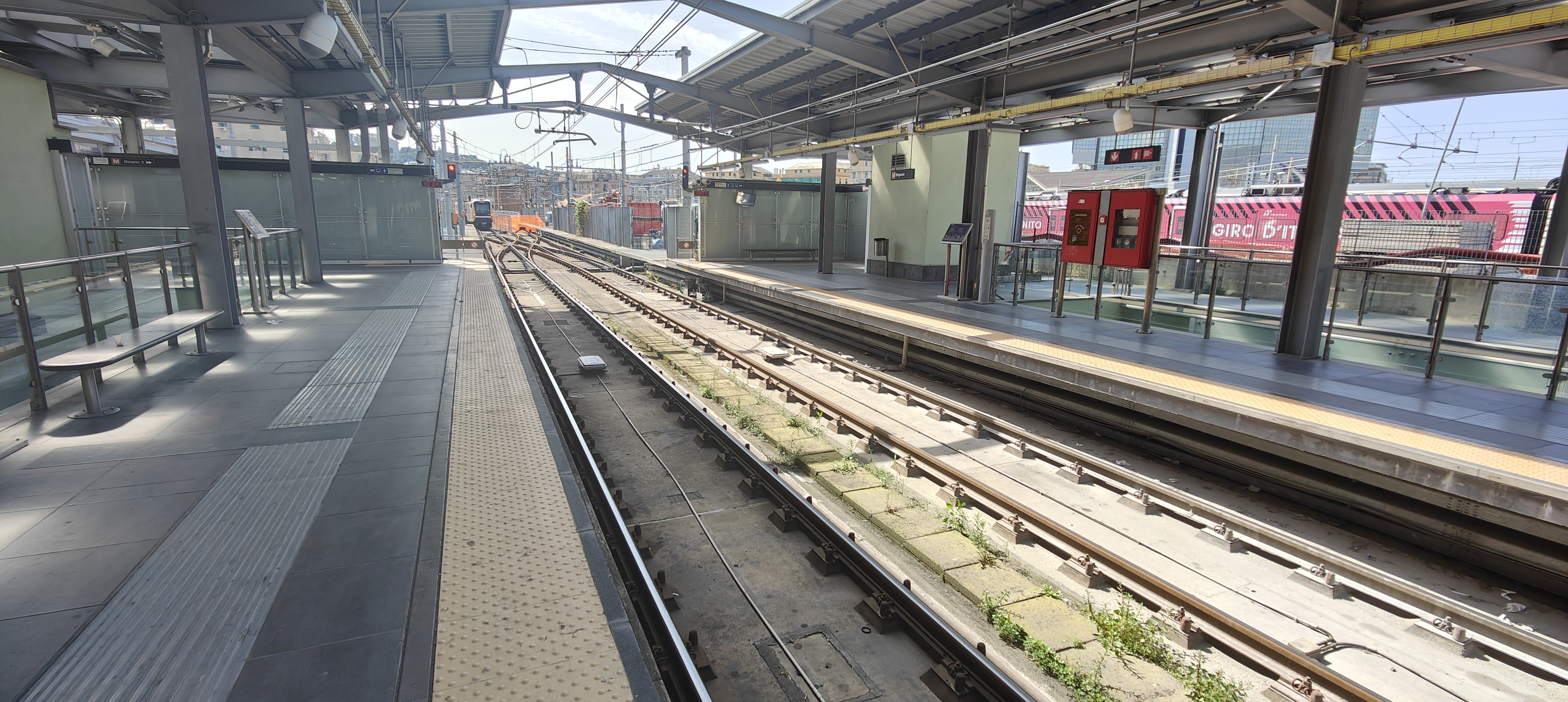
Metro Brignole: sullo sfondo i binari di partenza, al momento è capolinea di partenza verso Brin (7 km.)

Nell'ambito del prolungamento della linea a verso est, con la costruzione della stazione di Martinez, l'attuale tronchino di manovra (posto sull'altra sponda del Bisagno, in corrispondenza di Via Galilei) è stato demolito e ricostruito con diversa curvatura per consentire l'estensione dei binari.
È inoltre previsto che Brignole diventi una stazione di diramazione dell'estensione in sopraelevata verso la Val Bisagno.